# Relações entre Finlândia e Rússia
As relações entre Finlândia e Rússia são as relações diplomáticas estabelecidas entre a República da Finlândia e a Federação Russa. Ambos são vizinhos, com uma extensão de 1.340 km na fronteira entre os dois países. A Rússia possui uma embaixada em Helsinque e um consulado-geral em Mariehamn, enquanto que a Finlândia possui uma embaixada em Moscou e um consulado-geral em São Petersburgo.

## História
Por 108 anos, a Finlândia foi parte do Império Russo antes de obter a sua independência após a Primeira Guerra Mundial, e da Revolução de Outubro de 1917. Os dois países se opuseram durante a Guerra Civil Finlandesa, durante a Guerra de Inverno, em 1939, e durante a Guerra da Continuação, onde a União Soviética, de Josef Stalin, tentou invadir a Finlândia, levando o país a um tratado de paz e à venda da região da Carélia para os soviéticos.